# 日本立碗藓
日本立碗藓（学名：Physcomitrium japonicum）为葫芦藓科立碗藓属下的一个种。其种加词“japonicum”意为“日本的”。